# رونالد نوریش
رونالد جرج وریفورد نوریش (به انگلیسی: Ronald George Wreyford Norrish) ‏(۹ نوامبر ۱۸۹۷ – ۷ ژوئن ۱۹۸۷) شیمیدان انگلیسی بود که به خاطر پژوهش بر روی فرایندهای فتوشیمی با بهره‌گیری از منبع نور پیوسته و کشف روش تجزیه نوری به همراه مانفرد ایگن و جرج پرتر برنده جایزه نوبل شیمی سال ۱۹۶۷ شد. واکنش نوریش از جمله دست‌آوردهای این شیمی‌دان است.
نوریش در بخشی از جنگ جهانی یکم (۱۹۱۸–۱۹۱۴) اسیر جنگی بود. او بعدها با ناراحتی نوشت که بسیاری از هم‌دوره‌ها و دانشمندان همکار او جان خود را در این جنگ از دست دادند.